# Lengyelkápolnai párttitkárgyilkosság
A lengyelkápolnai párttitkárgyilkosság egy Szeged melletti faluban történt bűncselekmény volt 1950. január 3-án, amelyből a Rákosi-rezsim kulákellenes koncepciós pert konstruált. Lengyelkápolna volt párttitkárának köztörvényes meggyilkolását az ÁVH „rendszerellenes kulákszervezkedésként” állította be. A tettes és társa halálra ítélése mellett további több mint 10, kuláknak minősített helyi gazdát ítéltek el, a gyilkosságot és a „leleplezett szervezkedést” pedig ürügyként használták egy központilag már tervezett jelentős, „kulákokat” és „ellenséges elemeket” érintő kitelepítési hullám végrehajtására. A koncepciós ügy szervezője és kivitelezője a később kabarékonferansziéként országos ismertségre szert tett Komlós János, a szegedi Államvédelmi Hatóság (ÁVH) akkori vizsgálati-kihallgatási osztályának vezetője volt.

## Előzmények, háttér

### Jugoszlávellenes hisztéria
1948-ban Sztálin a különutas Tito ellen fordult. Jugoszláviát kizárták a „népi demokráciák” közösségéből. Szovjet utasításra szinte mindegyik kelet-közép európai kommunista párt vezetésében hisztérikus jugoszlávellenes kampány indult. Magyarország és Jugoszlávia addig barátinak mondható viszonya ellenségessé vált. Szovjet tanácsadók irányításával Rákosiék új szemléletet hirdettek, miszerint „tudomásul kell vennünk, hogy déli határainkon egy mindenre elszánt kalandor banda áll ugrásra készen”. Magyarországon a bel- majd külügyminiszter Rajk Lászlót mint „titoista kémet” nyilvános koncepciós perben kivégezték. A határközeli országrészben gyakorlatilag minden ellenzéki tevékenységet titoizmussal azonosítottak.

### Erőszakos szovjetizálás a magyar falvakban
Másrészt az 1948-49-es időszak kommunista politikájának fontos eleme a nagybirtokos parasztság, a kulákság gazdasági és politikai tönkretétele volt. Ezt szintén szovjet tanácsadók útmutatásai segítették. Egyik módszer a gazdasági ellehetetlenítés, a rendeletek útján való kisemmizés volt: a kulákságra olyan nagy beszolgáltatási kötelezettséget róttak ki, amit nem lehetett teljesíteni. A másik módszer az erőszak útján történő fizikai, lelki és egzisztenciális megtörés volt. 1949 tavaszán Komócsin Zoltán, szegedi pártfőtitkár a következőket javasolta: „…Már most meg kell tenni a kulákság korlátozásával az előkészületeket a kizsákmányolók teljes felszámolására. Már most arra kell törekedni, hogy a szükséges lépéseket megtegyük, hogy a likvidáció minél könnyebben legyen végrehajtható. Eddig nem túl sok történt, mert a rendelkezéseket a kulákság kijátszotta. A kulákságnak össze kell törni a gerincét, meg kell törni az öntudatát, bátorságát. Ha falun történik valami provokáció, akkor a kulákságot kell bevinni a rendőrségre, összeverni és a falunak is tudnia kell arról, hogy a kulákot jól elverték és hogy falun a kuláksággal nem kesztyűs kézzel bánunk.” Tatai István a BM Államvédelmi Hatóság Szegedi Osztályvezetőjének még ezen a pártbizottsági ülésen kijelentette: „… a reakció tevékenysége megmutatkozott…amikor egyes községekben nyílt támadásba mentek át. Itt alkalmaztuk azokat a módszereket, amelyekről Komócsin elvtárs beszélt. Összeszedtünk 10-15 kulákot.” A kulákellenes politikai intézkedések 1949-ben fokozódtak, a kuláknak minősített, nyomorgatott gazdák 1949 őszétől tömegesen elkezdték a földjeiket vagy azok egy részét felajánlani az államnak. A falvakban a parasztság javarésze és azon belül is a kuláknak minősített módosabb gazdák természetszerűleg szívükből gyűlölték a kommunista pártállami hatalmat.

## A volt párttitkár meggyilkolása
1950. január 3-án Lengyelkápolnán meggyilkolták a község volt párttitkárát, Kiss Imrét, aki egy államvédelmi jelentés szerint „a kulákság ellen harcot folytatott”. Az iszákossága miatt párttitkári funkciójából korábban leváltott, némileg aberrált viselkedésűként ismert Kiss Imre meggyilkolása egy kuláknak minősített gazda házában történt, ahol az összegyűlt rokonság a házigazda születésnapját ünnepelte. A mulatozás közepette Kiss Imre ellenőrzés céljából beállított hozzájuk, szóváltás alakult ki, melynek végén Bodó István, a házigazda egyik bérese agyonverte. A politikai hatalom az esetet a helyi kulákgazdákkal való leszámolásra használta fel: a köztörvényes gyilkosságból „rendszerellenes kulákszervezkedést” konstruált. Az államvédelmi szervek központi utasításra átvették a nyomozást. A Komlós János vezette szegedi vizsgálati és kihallgatási osztálya a szokásos módszerekkel megtörte a gazdákat, akik bevallották a nem létező szervezkedésüket. A közvetlen résztvevőket statáriális büntetőperben elítélték, közülük kettőt ki is végeztek. A szervezkedésbe belekevert személyeket, és a szemtanúkat egy másik perben ítélték el. A gyilkosságot elkövető Bodó István egyébként néhány jelentés szerint az ÁVH beépített informátora is volt, akit köztörvényes bűnözőként az államvédelem közbenjárására néhány hónappal azelőtt engedtek ki a börtönből. Ez az ÁVH gazdák között folytatott provokációs-konspirációs aktivitására utal.

### Példát statuáló ítéletek
Az elítéltek nem teljes listája szerint: 
- A főperben halálra ítélték Bodó Istvánt és Császár Józsefet.
- Császár József csorvai gazda 10 év fegyházbüntetést kapott.
- Ördög András, a főperben halálra itélt, de kegyelmet kapott Ördög Imre édesapja büntetése 4 év fegyház volt.
- A főper I. rendű vádlottja, Horváth István életfogytiglani fegyházbüntetést kapott. Feleségét, Császár Veront mint szemtanút 3 év 6 hónap büntetésre ítélték.
- Gyuris István csorvai gazda 5 évet töltött fegyházban, mert a gyilkosság tetteseit egy ideig a vád szerint a padlásán rejtegette.
- Goda Imre csorvai gazdát 3 év fegyházra ítélték, mert néhányszor ő is részt vett a szervezkedéssé konstruált szomszédolásokban.
- Császár Antal büntetési időtartama nem ismert.
- A mellékper I. rendű vádlottja, Börcsök Géza 8 év fegyházat kapott.

## Kitelepítési hullám az ügyet követően
Az államvezetés a Jugoszláviával folytatott kapcsolatok romlása és a szovjet katonai készülődés következtében elhatározta 15 km-es határsáv létesítését a déli megyékben. Így a legmagasabb szinten határoztak arról, hogy a rendszer által „megbízhatatlannak” titulált társadalmi csoportokat (volt horthysta csendőrök, katonatisztek, kulákok, a volt polgári középosztály tagjai, délszláv nemzetiségű személyek stb.) a felállított határsávból kitelepítsék. A kitelepítésnek csak ürügye volt a Kiss Imre gyilkosság és a köré kreált szervezkedés. Valójában a kitelepítés előkészületei már a gyilkosság előtt elindultak. 1949 őszén a szegedi pártbizottság Rákosi Mátyás szeptember 30-i beszédének hatására a déli határsáv községeiben és közeli településeken egy átfogó politikai vizsgálatot indított, felmérték a településeken élő ellenséges elemek, kulákok, Horthy-tisztek, titóisták, szerb nemzetiségiek és a lakosság rétegződését. A vizsgálat után a szegedi pártbizottság kérte a felső vezetéstől (Farkas Mihálytól, Péter Gábortól és Kádár Jánostól), hogy „a határ közeléből az ország távolabbi részére telepítsék át azokat az elemeket, akik erősen feltételezhetőleg a titoista ügynökök munkáját támogatják”. Fenti célokat követve 1950 januárjában-februárjában hatalmas kitelepítési hullám indult a térségben. Első körben január 7-én a gyilkossággal vádoltak közvetlen hozzátartozóit vitték el. A térség kulákcsaládjainak nagy részét egy második hullámban, február 3-a körül telepítették ki.
Az embereket az ország belsejébe (pl. Hortobágy, Dombrád) internálták és helyükre fegyveres alakulatokat és „rendszerhű” személyeket vezényeltek. A kitelepítettek csak 1953-ban – Sztálin halála után – hagyhatták el kényszerlakhelyüket.
Az intézkedéseknek többféle célja is volt, egyrészt eltávolítani a környékről a hatalommal ellenséges elemeket példát statuálva a többi lakosnak. Másrészt megszerezni és felhasználni a gazdák földjeit és vagyontárgyait. Az eltávozottak tetemes mennyiségű vagyont hagytak hátra, ezeket felleltározták, vagyonukat szétosztották.
A lakosság megfélemlítése miatt nagyobb ellenállás nem bontakozott ki a pártállam további szovjetizáló tevékenysége ellen, és Csongrád megyében is hozzá lehetett kezdeni a termelőszövetkezetek szervezéséhez.